# گنبد

گنبد مسجد جامع عباسی اصفهان

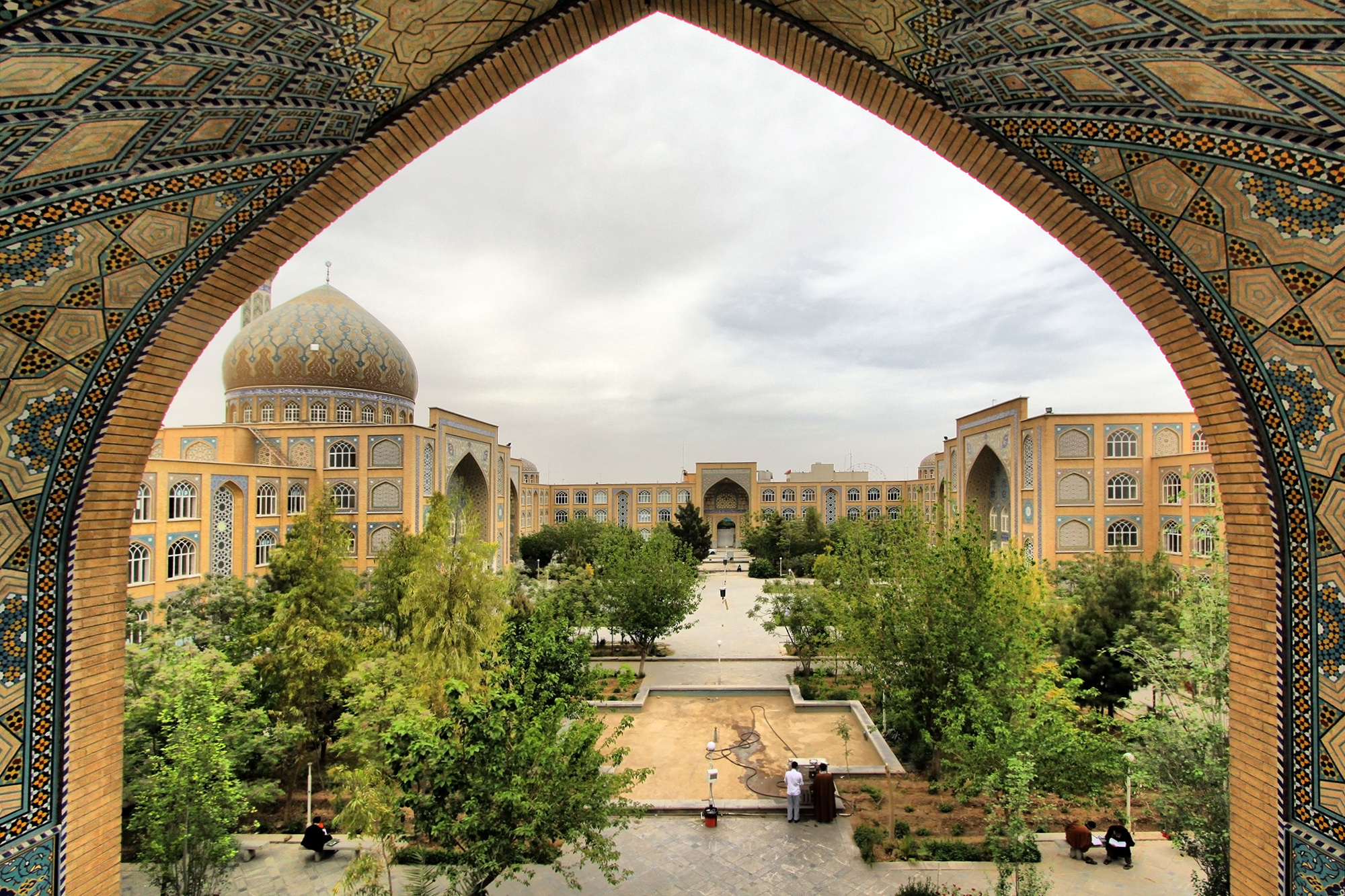
گنبد یک مدرسه علوم دینی در شهر قم

گُنبد (به پهلوی: گومبت) سازه‌ای است معمارانه شبیه نیم‌کره‌ای توخالی. تاریخ ساخت گنبد با مواد گوناگون به پیش از تاریخ می‌رسد.
گنبدهای پیش کرده، پیش رونده (به انگلیسی: corbel) در خاور میانهای باستان در ساختمان‌ها و مقبره‌ها یافت می‌شود.
اولین گنبدها در زمان اشکانیان ساخته شدند.
ساخت اولین گنبدهای فنی پیشرفته در اروپا در انقلاب معماری رومی آغاز شد، هنگامی که رومی‌ها فضاهای بزرگ داخلی معابد و ساختمان‌های عمومی، مانند پانتئون را می‌ساختند.

## ویژگی‌ها

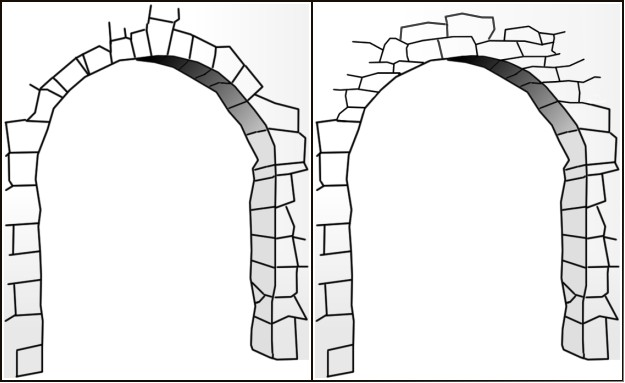
مقایسه چَفد واقعی (چپ) با چفد پیش‌رونده (راست).

گنبد را می‌توان به شکل یک کمان که با چرخش حول محور عمودی مرکزی آن به وجود می‌آید تصور کرد.
همچنین گنبدهای قوسی شکل، اگر درست طراحی شوند دارای استحکام زیادی هستند و می‌توانند فضای زیادی را بدون ستون محافظ پوشش دهند.
گنبدهای پیش کرده، پیش رونده (به انگلیسی: corbel) با پیش‌روی افقی در هر طبقه از دیوار به وجود می‌آیند به‌طوری‌که هر طبقه نسبت به طبقهٔ پایینی بیشتر به داخل متمایل می‌شود و در پایان کل محوطه در یک نقطه به هم می‌رسد.
گاهی به این نوع گنبد، گنبد نما گفته می‌شود. گنبد واقعی، گنبدی است که به‌طور فزاینده‌ای به سمت داخل زاویه‌دار شده و در نهایت نسبت به پایه گنبد زاویه ۹۰ درجه پیدا می‌کند.

## تاریخچه
بشر از پیش از تاریخ تا دوران معاصر سکونت‌ها و بناهای گنبدی شکل با استفاده از مصالح موجود در محل ساخته است.
اگرچه معلوم نیست که اولین گنبد چه زمانی ساخته شد، نمونه‌های پراکنده از سازه‌های گنبدی شکل اولیه کشف شده است.
اکتشافات اخیر در محوطه باستانی تپه چغامیش (۶۸۰۰ تا ۳۰۰۰ سال قبل از میلاد)، واقع در دشت دزفول (شهر باستانی)|دزفول ایران، استفاده از گل آجر و سازه‌های خشتی در ساخت گنبد را نشان می‌دهد.
در منابع یونانی ذکر شده است که هخامنشیان در معماری خود از قبه‌های مدور که تداعی گر آسمان بوده است استفاده می‌کردند.
معماری پارسی ساسانی به احتمال زیاد معماری گنبدسازی بین‌النهرین/میانرودان را به ارث برده است.
خرابه‌های کاخ اردشیر بابکان و قلعه دختر (فیروزآباد) در استان فارس، توسط اردشیر اول (۲۲۴--۲۴۰) ساخته شده است، استفاده از گنبد توسط امپراتوری ساسانی را نشان می‌دهد.
در سال ۱۳۸۶ خورشیدی در هنگام خاکبرداری و عملیات عمرانی در نزدیکی روستای جوبجی در شهرستان رامهرمز استان خوزستان، یک آرامگاه شاهی متعلق به سده ۶ پیش از میلاد کشف شد. سازه شامل یک اتاقکِ گور زیرزمینی سنگی در جهت شرقی ـ غربی با ابعاد ۴٫۵ متر طول و ۲٫۲ متر پهنا است که از طریق پلکان در غرب قابل دسترس و احتمالاً روی این فضا گنبدی وجود داشته است. مقبره با ساختارهای مشابه با گنبد (و طاق) در دیگر مقابر باستانی مربوط به سده 8 تا 6 قبل از میلاد در آپادانا در شوش نیز کشف گردیده است.
|  |  |  |  |  |

## گونه‌های گنبد
بنا بر تقسیم‌بندی استاد پیرنیا، گنبد از لحاظ فرم به چهار گروه تقسیم می‌شود:

### گنبد اورچین
ارچین به گنبدهای مخروطی (مطبق و پله پله) و لانه زنبوری مثل گنبد (امامزاده بابامنیر در استان فارس) بلندترین گنبد اورچین در ایران و امامزاده جعفر (بروجرد) و آرامگاه دانیال نبی شوش گفته می‌شود.

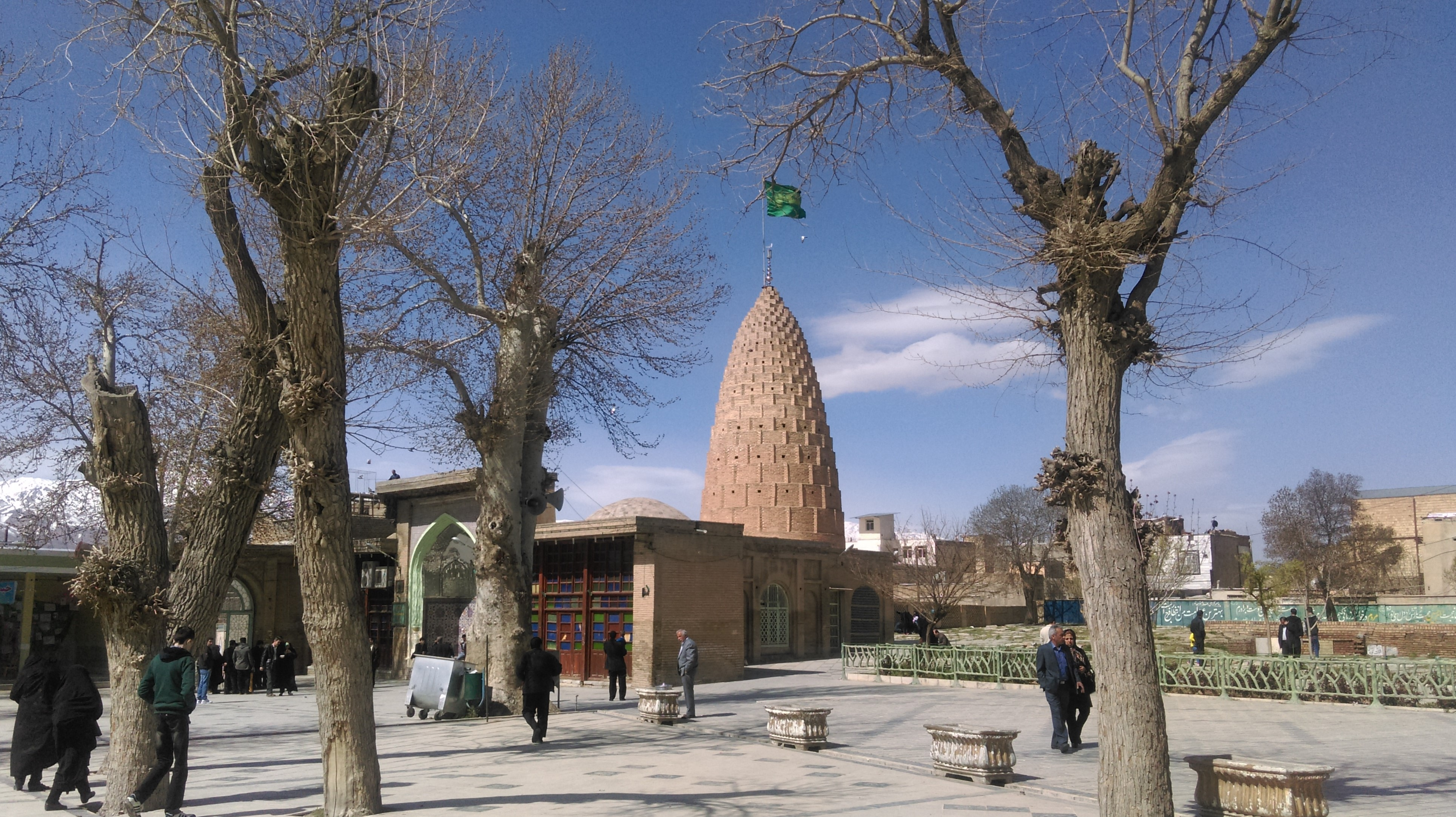
گنبد اورچین امامزاده جعفر بروجرد

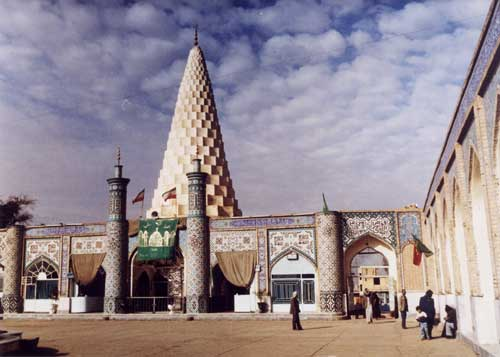
گنبد اورچین در آرامگاه دانیال نبی، شوش

گنبد اورچین شبیه گنبد رک مخروطی است، ولی روی آن پلکانی می‌باشد. این گنبد به نام‌های گنبد پلکانی یا "مُضَرَس" و در انگلیسی به نام "Pineapple Dome" (گنبد آناناس) خوانده می‌شود. از این نوع گنبد فقط جهت مقابر استفاده می‌شده است. شبیه این گنبد در هیچ مکانی و هیچ کتابی به جز در ایران و عراق دیده نشده است. در ایران نیز فقط محدود به جنوب غربی کشور است، که تعداد آنها زیاد نیست و لذا منحصر بفرد می‌باشند.
ویژگی
این گونه گنبدها بر (یک بنای چهار گوش) یا مربع قرار دارند. برای ساختن گنبدهای ارچین تکه های(سنگ یا آجر را روی هم می‌چینند)
نمونه‌ها
معروف‌ترین این نوع گنبد، متعلق به امامزاده بابامنیر در فارس و آرامگاه دانیال نبی در شوش است. از دیگر ابنیه‌ای که دارای گنبد اورچین هستند، می‌توان از مقبره سلطانعلی سیاهپوش (پیر رودبند) و شاه‌ابوالقاسم (یا یعقوب لیث) در دزفول، امامزاده عبدالله در شوشتر، موزه آبادان در آبادان، امامزاده جعفر در بروجرد، امامزاده میرمحمد در جزیره خارک، بقعه سید صلاح الدین محمد در آبدانان (استان ایلام) و همچنین گنبد سلطان زبیده و آرامگاه عمر سهروردی در بغداد و پیر براق (استان فارس لارستان) گنبد لیشتر (گچساران) و همچنین پیر درویش عالی (استان فارس لارستان) نام برد.

### گنبد نار
گنبد نار رایج‌ترین نوع گنبد در ایران است: فرم این نوع گنبد کروی است و پوشش اصلی سقف اکثر مساجد مهم ایران نظیر مسجد جمعه، مسجد امام و مسجد الله وردیخان در اصفهان و مسجد جامع یزد و مسجد و مدرسه آقابزرگ در کاشان می‌باشد. گنبد این مساجد به صورت دو پوسته یعنی در واقع دو گنبد بر روی هم اجرا شده است. در گنبدهای دو پوسته، پوسته زیرین معمولاً باربر و پوسته روئین جهت نماسازی و همچنین مقابله با عوامل جوی است. یکی از دلایل دو پوسته زدن گنبد به لحاظ توجه و مقیاس ساختمان شهر است. از آنجایی که گنبدهای بزرگ و بلند نشانه اهمیت ساختمان می‌باشند و همچنین این گنبدها باید با مقیاس شهر تطبیق کنند و ترجیحاً از قسمت‌های مختلف شهر دیده شوند، لذا سعی می‌شود که گنبد فوقانی را بلند و مرتفع احداث کنند؛ ولی برای اینکه مقیاس تالار زیر گنبد زیاد ناهمگون نباشد و مانند تونلی عمودی به نظر نیاید، پوسته زیرین در ارتفاع کمتری اجرا می‌شود.
دلیل دیگر اینکه، از ضخامت گنبد زیرین که باربر است هر چه به نوک گنبد نزدیک می‌شود کاسته می‌گردد تا وزن گنبد، کمتر شود. به همین دلیل روی گنبد به صورت پله‌ای در می‌آید (مانند گنبد یخچال‌ها) و برای پوشاندن این ناهمواری، گنبد دوم زده می‌شود. البته گنبد دو پوسته از لحاظ کاهش تبادل حرارتی بین داخل و خارج بنا، از گنبد یک پوسته عملکرد بهتری دارد، زیرا هوای نسبتاً راکد بین دو پوسته، مانند یک عایق از تبادل حرارت جلوگیری می‌کند ولی باید توجه داشت که هیچ فضای حبسی در ساختمان نباید وجود داشته باشد زیرا به علت وجود رطوبت هوا و میعان رطوبت در شب هنگام یا مواقع سرد، و تبدیل آن به آب، باعث خراب شدن مصالح از داخل این فضا می‌شود؛ بنابراین هوای بین دو پوسته همیشه باید تهویه شود.

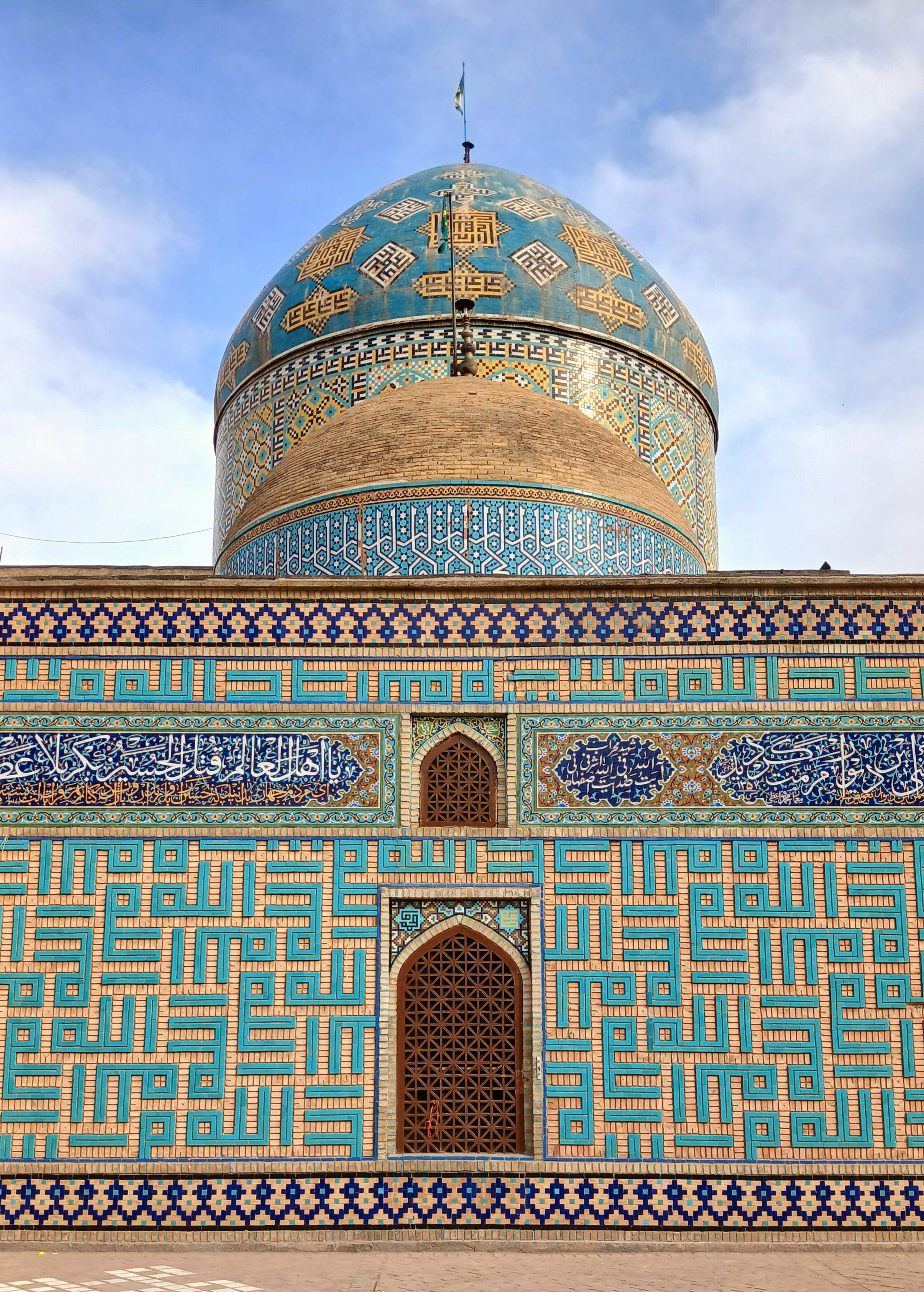
گنبدهای نار آرامگاه امامزاده محمد محروق - نیشابور

### گنبد رک
گنبد رک به صورت هرمی یا مخروطی است: و غالباً بر روی یک پایه استوانه‌ای یا منشوری قرار می‌گیرد. معروف‌ترین این نوع، گنبد قابوس در شهری به همین نام در استان گلستان است که آرامگاه شمس المعالی قابوس بن وشمگیر آل زیار است و از بهترین نمونه‌های معماری قرن چهارم هجری قمری محسوب می‌شود از این نوع گنبد جهت مقابر سلاطین و امرای دوره سلجوقی نیز بسیار استفاده شده است.
نمونه‌ها
گنبد رک در کناره دریای خزر بسیار مورد استفاده قرار گرفته و می‌توان بیان نمود که در این کرانه بیش از سایر مناطق ایران گنبد رک وجود دارد. دلیل آن اولاً به این خاطر است که این گنبد از لحاظ اقلیمی بهتر از گنبد نار برای این منطقه است، زیرا نزولات جوی را سریعتر و بهتر از گنبد نار از ساختمان دور می‌کند و در ثانی شباهت زیادی به بام‌های شیب دار اهالی منطقه دارد. در این کناره این نوع گنبد را با خرپای چوبی و پوشش کاشی، سفال یا تخته لت احداث می‌کنند.
اگر مصالح گنبد رک آجری باشد غالباً گنبد را دو پوسته اجرا می‌کنند تا مقیاس زیر کند متناسب باشد و از لحاظ سازه‌ای نیز از استحکام بیشتری برخوردار باشد.

### گنبد خرپشته
گنبد خر پشته است مانند گنبد رک، هرمی است ولی سطوح جانبی هرم در این نوع گنبد، با هم برابر نیستند. مثال خوب آن، گنبد مشهد میر بزرگ در آمل است که مربوط به دوره شاه عباس اول صفوی می‌باشد.

## اجزاء گنبد
گنبد دارای اجزاء و بخش‌های مختلف است. از جمله آن‌ها گریو است.

### گریو

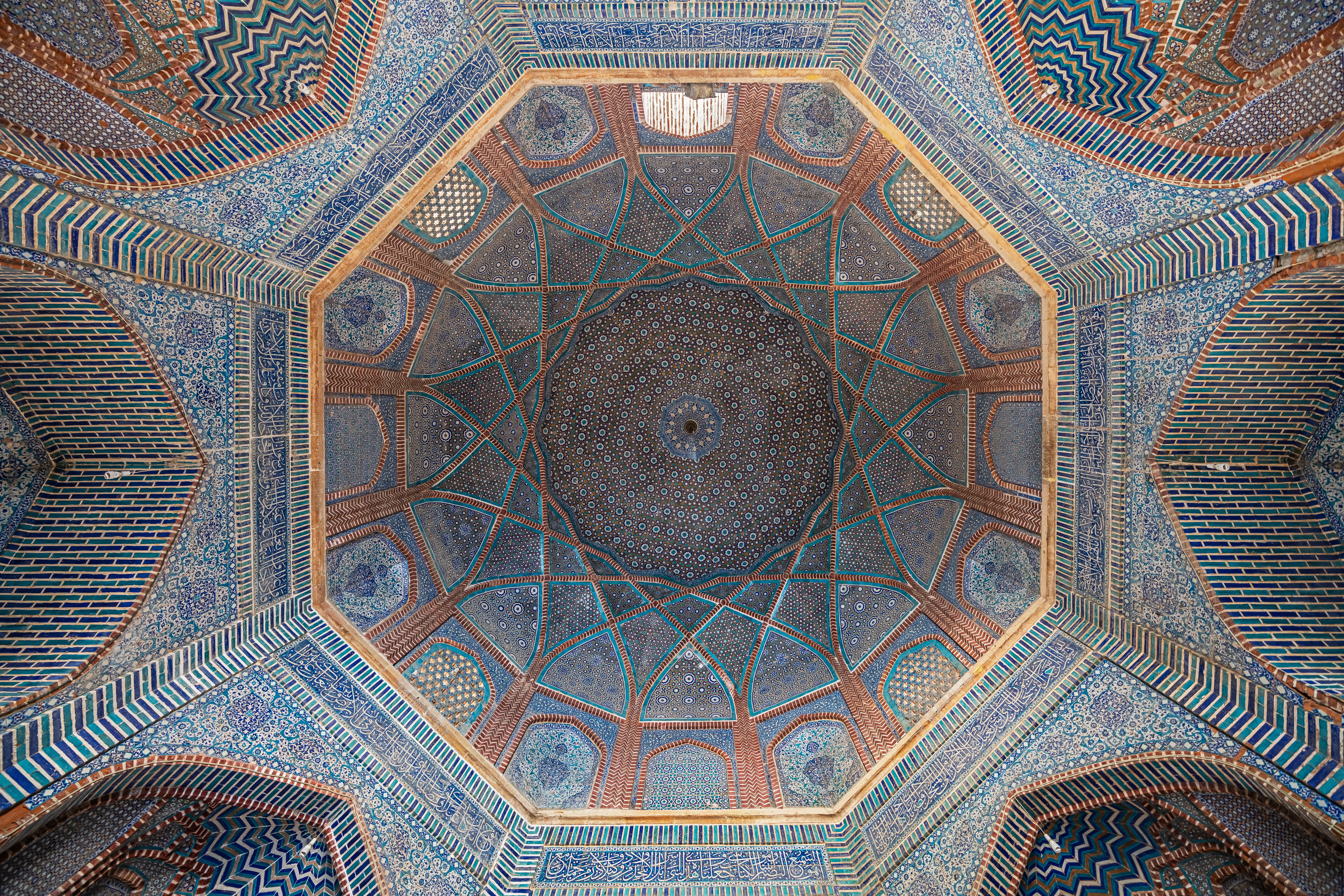
نگاره‌ای از کاشی‌های سقف و زیر گُنبد مسجد شاه‌جهان در شهر تهته، ایالت سند در پاکستان. این مسجد در زمان سلطنت شاه جهان، پنجمین امپراتور سلسله گورکانیان هند بنا نهاده شد.

گریو در معماری سنتی به معنای ساق گنبد است. در معماری سنتی ایران تناسب گریو گنبد با تشخیص معمار نسبت به بر بیرونی یا داخلی بنا بوده است که در پاره‌ای از موارد جهت شاخص نشان دادن آن گنبد در سیمای شهر ارتفاع گریو را افزایش می‌دادند.

## انواع گنبد
در سرزمین‌هایی مثل روم شکل نیمکره را برای گنبد برمی‌گزیدند و چون میان تار رانش بر منحنی آن منطبق نمی‌شد ناچار بودند که کناره‌های آن را هرچه ستبرتر کنند تا در برابر رانش سدی باشد، در صورتی که معماران ایرانی نیم دایره را برای پوشش مناسب نمی‌دانستند و شکل‌هایی نظیر تخم مرغی و هلو چینی و بیضی را انتخاب می‌کردند که خود به خود میان تار رانش بود و این انتخاب باعث می‌شد که بتواند ضخامت گنبد را در خاستگاه و پاکار تنها به اندازه یک شانزدهم دهانه بگیرند (که البته هرچه بالاتر می‌رفت نازک می‌شد تا به کلاله برسد). گنبد پیازی، گنبد مقرنس، گنبد بیضوی، گنبد سهمی، گنبد خاگی، گنبد چندگوش، گنبد بادبانی، گنبد نعلبکی و گنبد چتری از جمله انواع گنبد هستند.

## انواع سازه‌های گنبدی
گنبدها به‌عنوان یکی از پیچیده‌ترین و زیباترین فرم‌های معماری، از دوران باستان تا امروز در فرهنگ‌ها و مناطق مختلف جهان مورد استفاده قرار گرفته‌اند. نوع مصالح به‌کاررفته در ساخت گنبد به عواملی مانند فناوری موجود، شرایط اقلیمی، منابع محلی، و نیازهای سازه‌ای و زیبایی‌شناختی بستگی دارد. این بخش به بررسی انواع اصلی سازه‌های گنبدی بر اساس مصالح مورد استفاده و ویژگی‌های آن‌ها می‌پردازد.

### گنبدهای بتنی
گنبدهای بتنی به دلیل استحکام بالا، دوام طولانی، و انعطاف‌پذیری در طراحی، در معماری مدرن و معاصر کاربرد گسترده‌ای دارند. این گنبدها معمولاً از بتن مسلح ساخته می‌شوند که ترکیبی از بتن و میلگردهای فولادی است، و امکان تحمل نیروهای فشاری و کششی را فراهم می‌کند. فناوری‌های نوین مانند بتن‌ریزی در قالب‌های پیش‌ساخته، گنبدهای بتنی را به گزینه‌ای مقرون‌به‌صرفه برای سازه‌های بزرگ تبدیل کرده است. از نمونه‌های برجسته گنبدهای بتنی می‌توان به گنبد سالن‌های همایش، استادیوم‌ها، و حتی برخی بناهای مذهبی مدرن اشاره کرد. استفاده از افزودنی‌های شیمیایی و بتن‌های خودتراکم، مقاومت این گنبدها را در برابر زلزله و شرایط محیطی بهبود بخشیده است.

### گنبدهای فلزی
گنبدهای فلزی، که اغلب از فولاد یا آلومینیوم ساخته می‌شوند، به دلیل وزن سبک، مقاومت در برابر خوردگی، و قابلیت ساخت سریع، در پروژه‌های صنعتی و تجاری مدرن بسیار محبوب هستند. این گنبدها معمولاً به‌صورت پیش‌ساخته در کارخانه تولید شده و در محل پروژه مونتاژ می‌شوند، که هزینه‌های ساخت و زمان اجرا را به‌طور قابل‌توجهی کاهش می‌دهد. گنبدهای فلزی در سازه‌هایی مانند سالن‌های ورزشی، مراکز نمایشگاهی، و استادیوم‌ها کاربرد دارند. فناوری‌های پیشرفته مانند پوشش‌های ضدزنگ و طراحی‌های مدولار، دوام و زیبایی این گنبدها را افزایش داده است. نمونه‌های معروف گنبدهای فلزی شامل گنبدهای تلسکوپی رصدخانه‌ها و پوشش‌های سازه‌های بزرگ است.

### گنبدهای آجری و خشتی
گنبدهای آجری و خشتی از قدیمی‌ترین انواع گنبدها هستند که در معماری سنتی، به‌ویژه در ایران، خاورمیانه، و آسیای مرکزی، رواج داشته‌اند. آجر به دلیل دسترسی آسان، هزینه پایین، و قابلیت شکل‌پذیری، ماده‌ای ایده‌آل برای ساخت گنبدهای سنتی بوده است. این گنبدها معمولاً با تکنیک‌های خاصی مانند چیدمان ضربی یا استفاده از چفد ساخته می‌شوند، که امکان توزیع یکنواخت نیروها را فراهم می‌کند. گنبدهای آجری در بناهای تاریخی مانند گنبد سلطانیه، مسجد جامع یزد، و کاروانسراهای ایرانی دیده می‌شوند. گنبدهای خشتی نیز، که از خاک فشرده و گاهی کاه ساخته می‌شوند، در مناطق خشک و کم‌منبع کاربرد داشته‌اند.

### گنبدهای سنگی
گنبدهای سنگی، که بیشتر در معماری باستانی و تاریخی یافت می‌شوند، از سنگ‌های تراش‌خورده یا طبیعی ساخته می‌شوند. این گنبدها به دلیل وزن زیاد و دشواری در اجرا، نیاز به مهارت‌های مهندسی پیشرفته‌ای داشتند و معمولاً در بناهای با اهمیت مانند آرامگاه‌ها، معابد، و کلیساها به‌کار می‌رفتند. گنبد سنگی پانتئون در رم و گنبدهای کلیساهای بیزانسی از نمونه‌های برجسته این نوع هستند. سنگ به دلیل دوام بالا و مقاومت در برابر عوامل محیطی، انتخابی مناسب برای گنبدهای تاریخی بود، اما در معماری مدرن به دلیل هزینه بالا و پیچیدگی اجرا کمتر استفاده می‌شود.

### گنبدهای پلیمری و کامپوزیتی
با پیشرفت فناوری، گنبدهای ساخته‌شده از مواد نوین مانند پلیمرها، فایبرگلاس، و مواد کامپوزیتی در دهه‌های اخیر رواج یافته‌اند. این گنبدها به دلیل وزن بسیار سبک، مقاومت در برابر خوردگی، و امکان تولید در اشکال پیچیده، در کاربردهای خاص مانند سازه‌های موقت، گلخانه‌ها، و حتی معماری تجربی استفاده می‌شوند. گنبدهای ژئودزیک، که اغلب از مواد کامپوزیتی ساخته می‌شوند، نمونه‌ای از این نوع هستند. این گنبدها به دلیل بهره‌وری بالا در مصرف مصالح و پایداری سازه‌ای، در پروژه‌های پایدار و زیست‌محیطی مورد توجه قرار گرفته‌اند.

## گنبد در ادوار تاریخی
گنبدها در دوران مختلف تاریخی ویژگی‌های متفاوت و معماری‌های متنوعی داشتند.
گنبد در دوران ساسانیان
در دوران ساسانی گنبدسازی آنچنان رواج می‌گیرد و تکامل می‌یابد که از آن پس تا امروز پوشش گنبدی از نظر ساخت به صورت الگو و دستورالعمل کلی مورد بهره‌برداری قرار می‌گیرد.
دقیق ریاضی در شکل بندی و ساختمان و با کاربست شیوه‌های صحیح صورت می‌گیرد که در همه انواع، گنبدها بدون احتیاج به گاه بست و کالبد و قالب در برابر همه نیروهای فشاری و رانشی به خوبی مقاومت می‌کنند، گرچه در گوشه سازی‌ها از اوایل دوران اسلامی تاکنون تحولاتی چند صورت گرفته است اما روش گنبدسازی در ایران همواره ویژگی اجرائی و فرهنگی خاص خود را دنبال کرده است. آنچه قابل ذکر است آنکه این ویژگی چه در شکل چه در اجرا (نداشتن قالب) آن را با گنبدهای مشرق زمین همواره متفاوت می‌کند.
جیووانی کوراتولا (Giovanni Curatola) و جیان‌روبرتو سکاریکا به روش مهرازی گنبد ساسانیان بسیار ارج می‌نهند و گوشزد می‌کنند که «فضاهای گنبدی در ساختمان‌های مسیحی اروپا از ارمنستان الگوبرداری شده‌اند که آن نیز به نوبه خود از ایران ساسانی آمده است و شوند آن را می‌توان نزدیکی جغرافیایی و این واقعیت که ارمنستان زمان درازی بخشی از ایران‌شهر بوده است دانست» مهرازی ژرمنی کلیسای سنت‌پیرِ شهر وین اتریش در سده پنجم میلادی و همچنین تاق بالایی دیوارهای بیرونی کاخ پادشاهی آلمان تئوریک (پادشاهی ۴۷۵ تا ۵۲۶ میلادی) در شهر راونا همانند روش تاق ورودی تیسفون است.

## نگارخانه

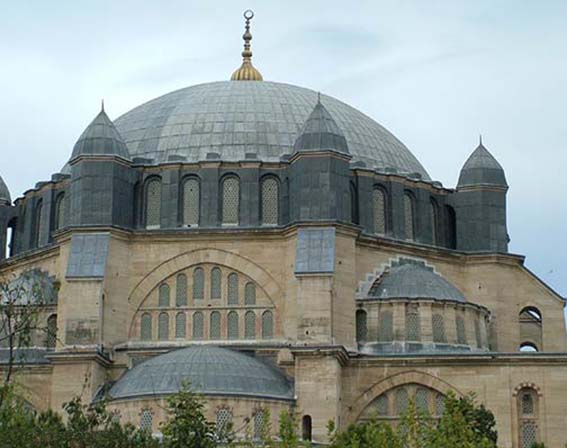
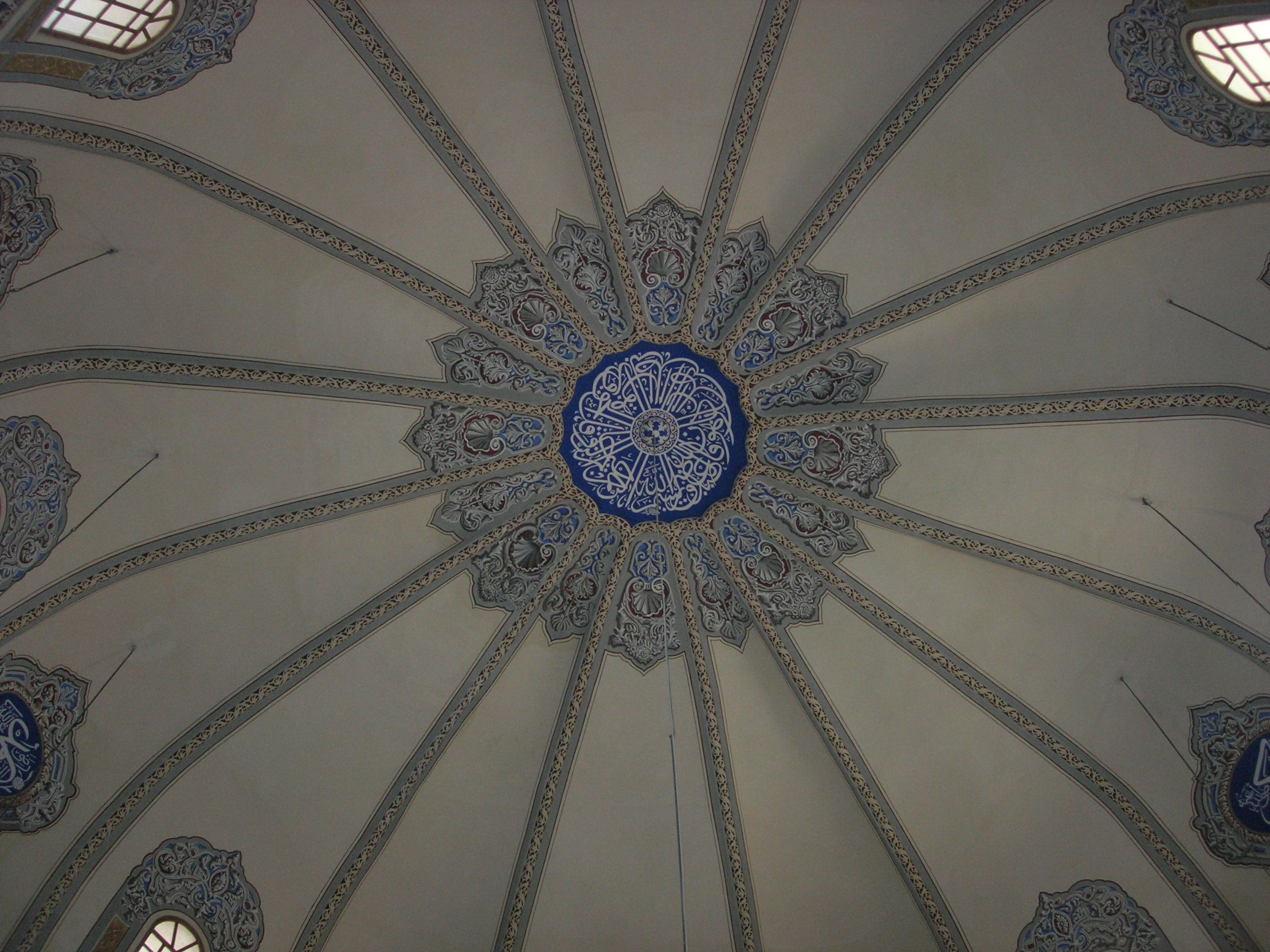
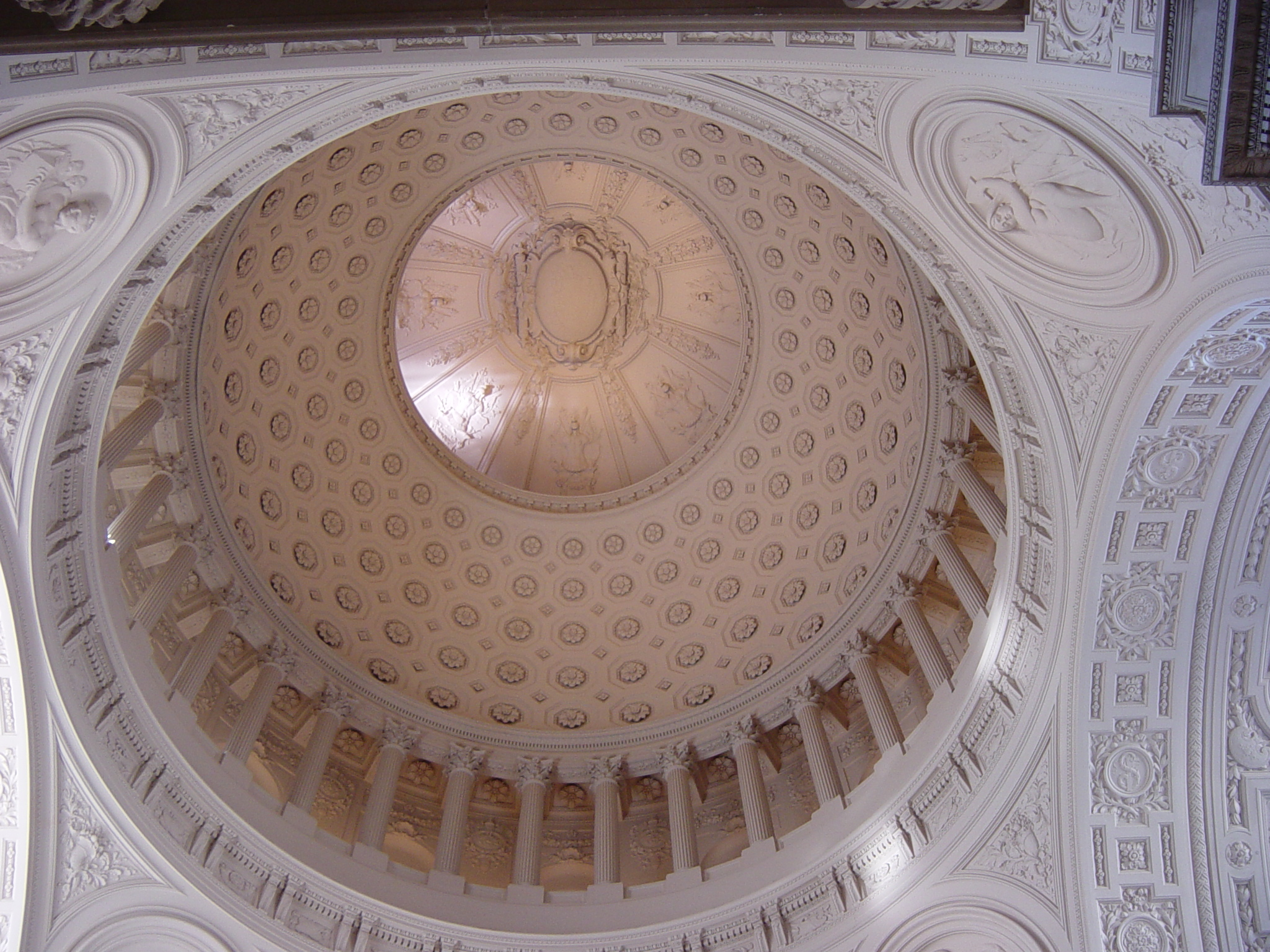
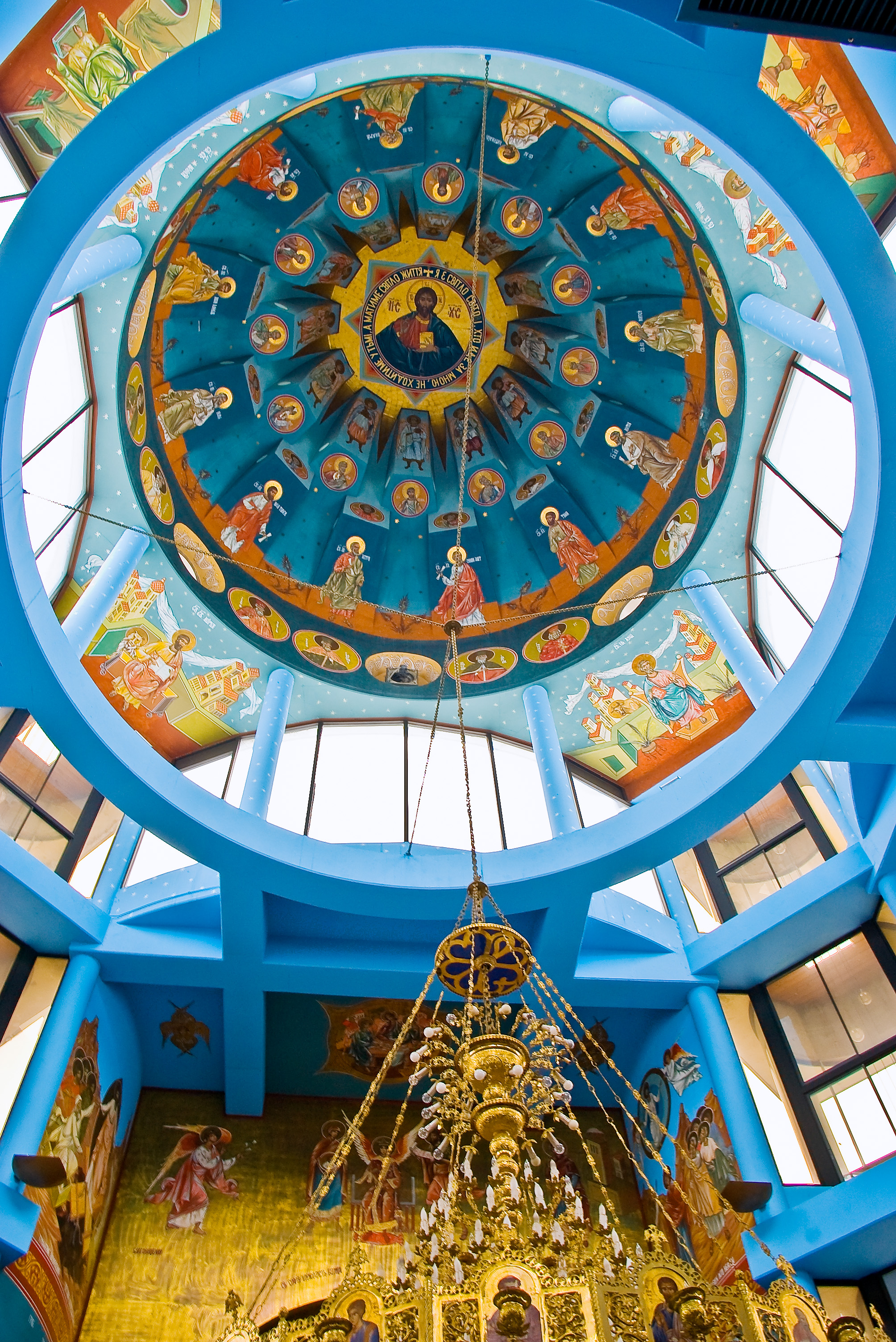
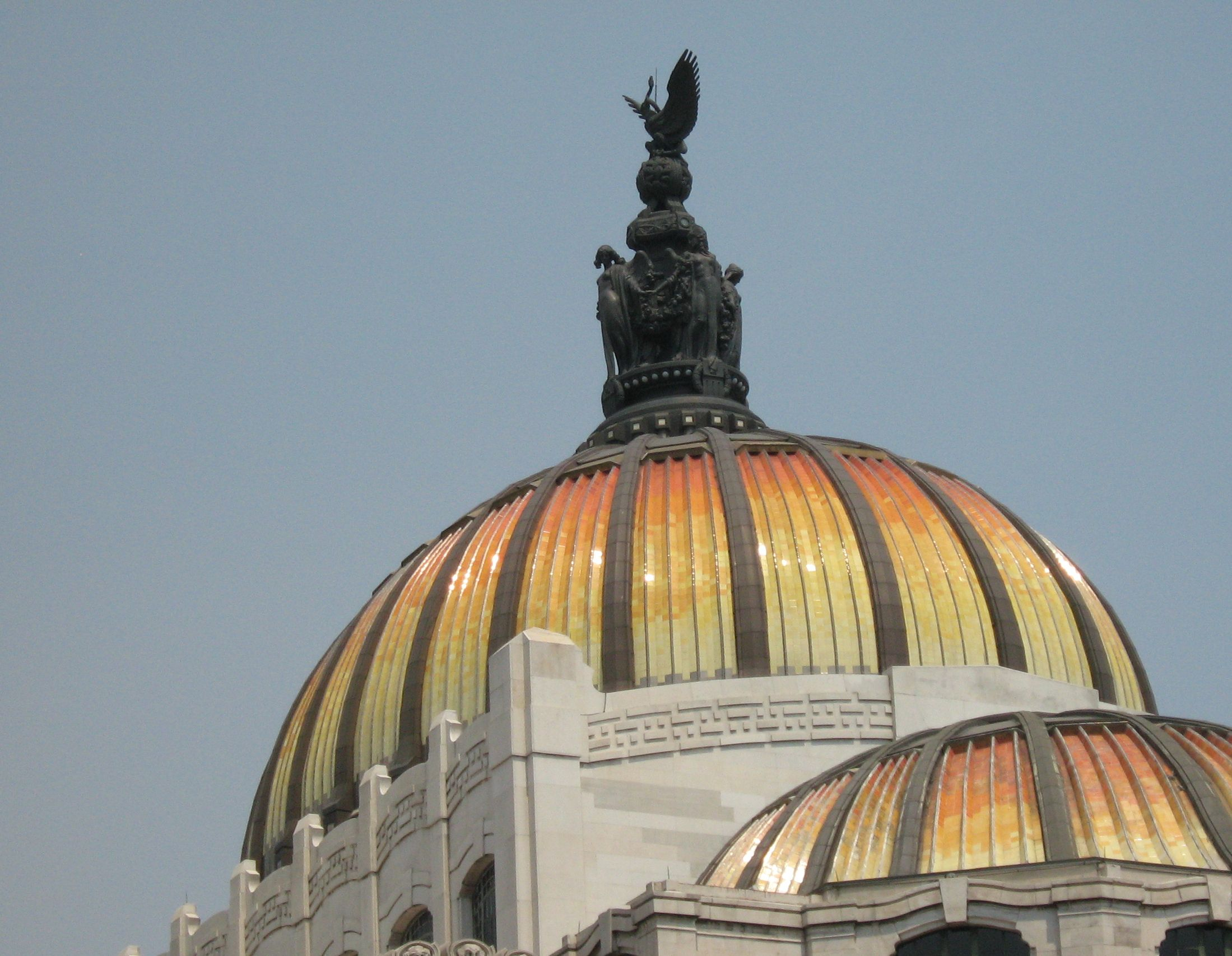
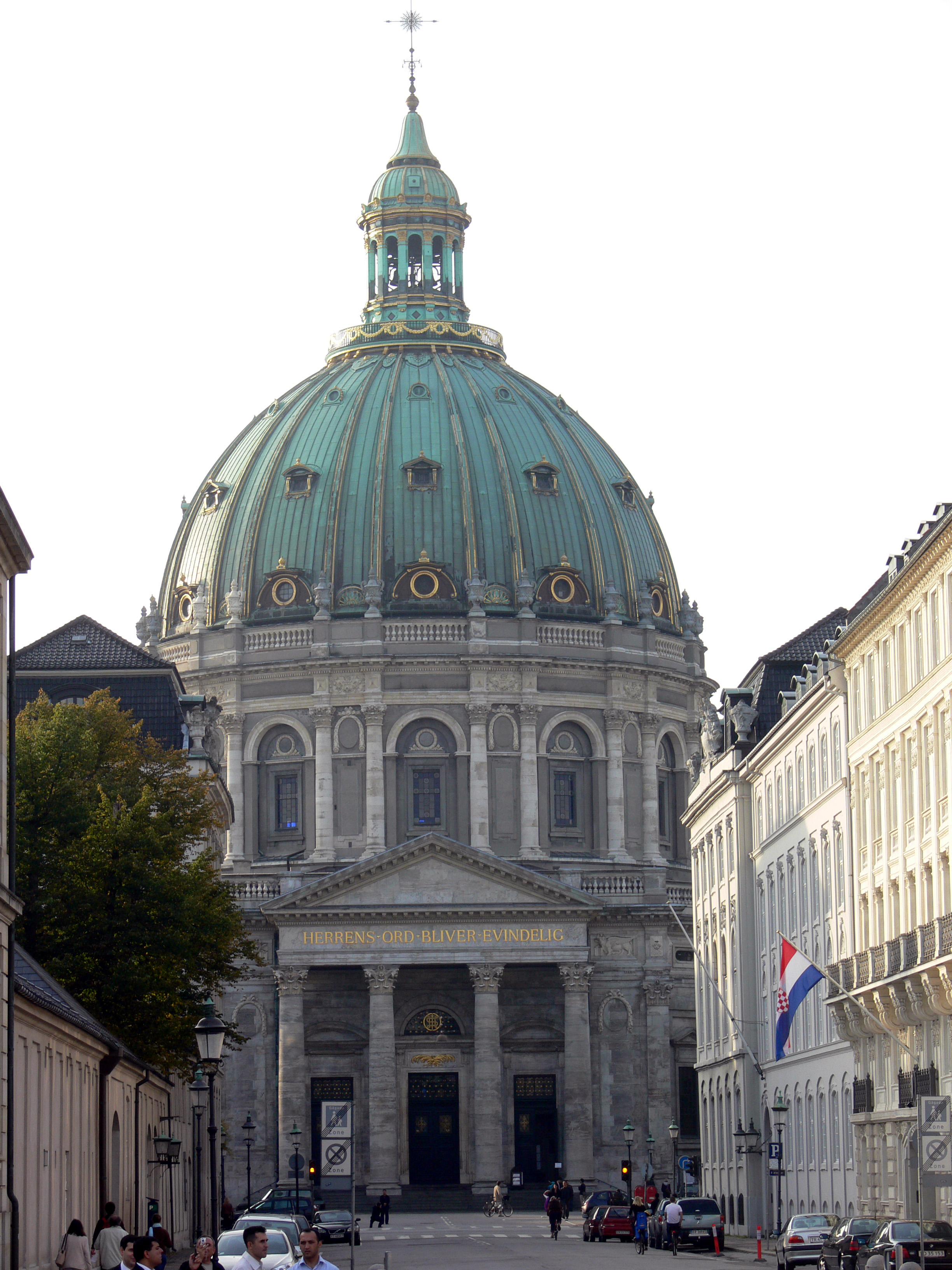
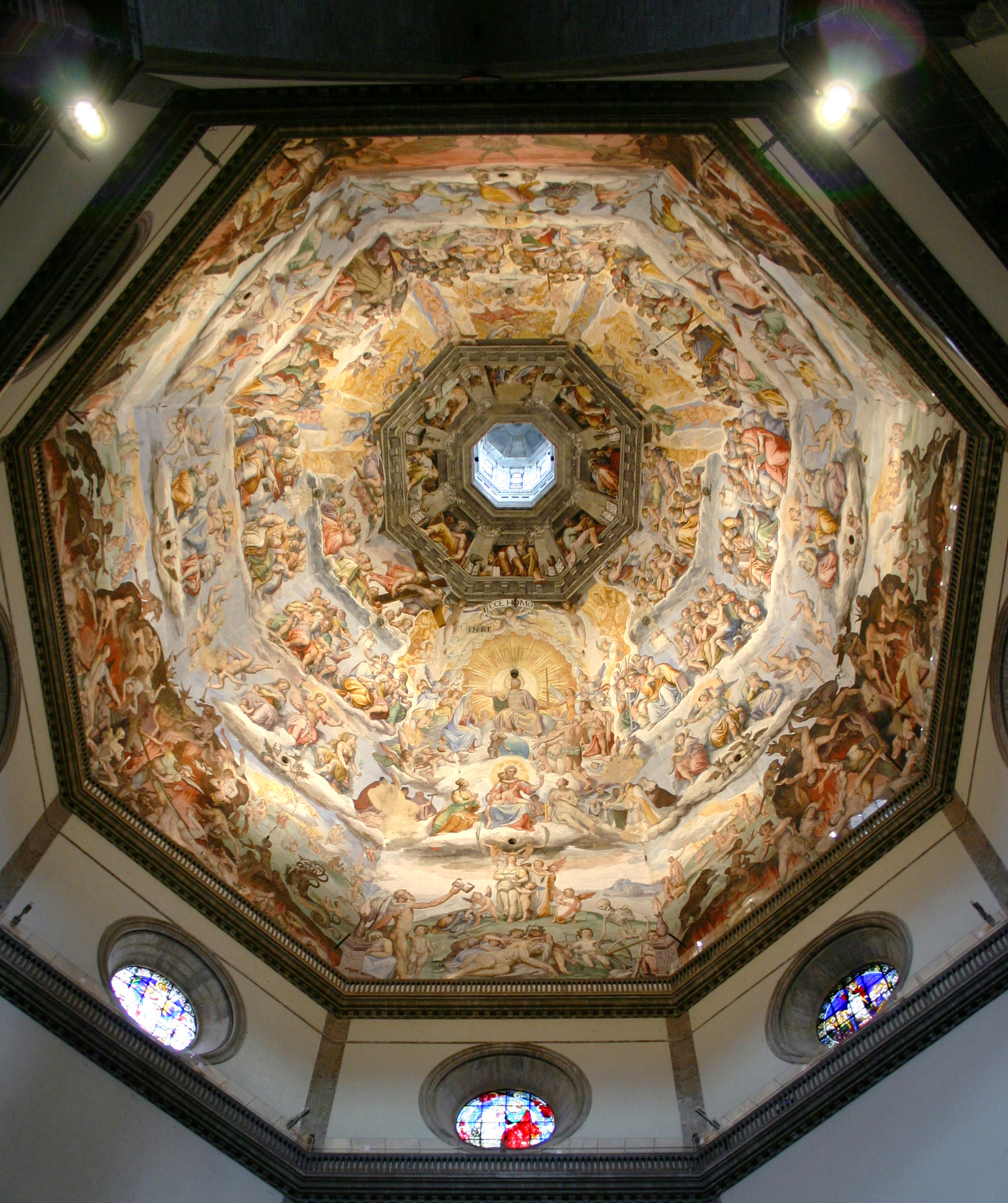
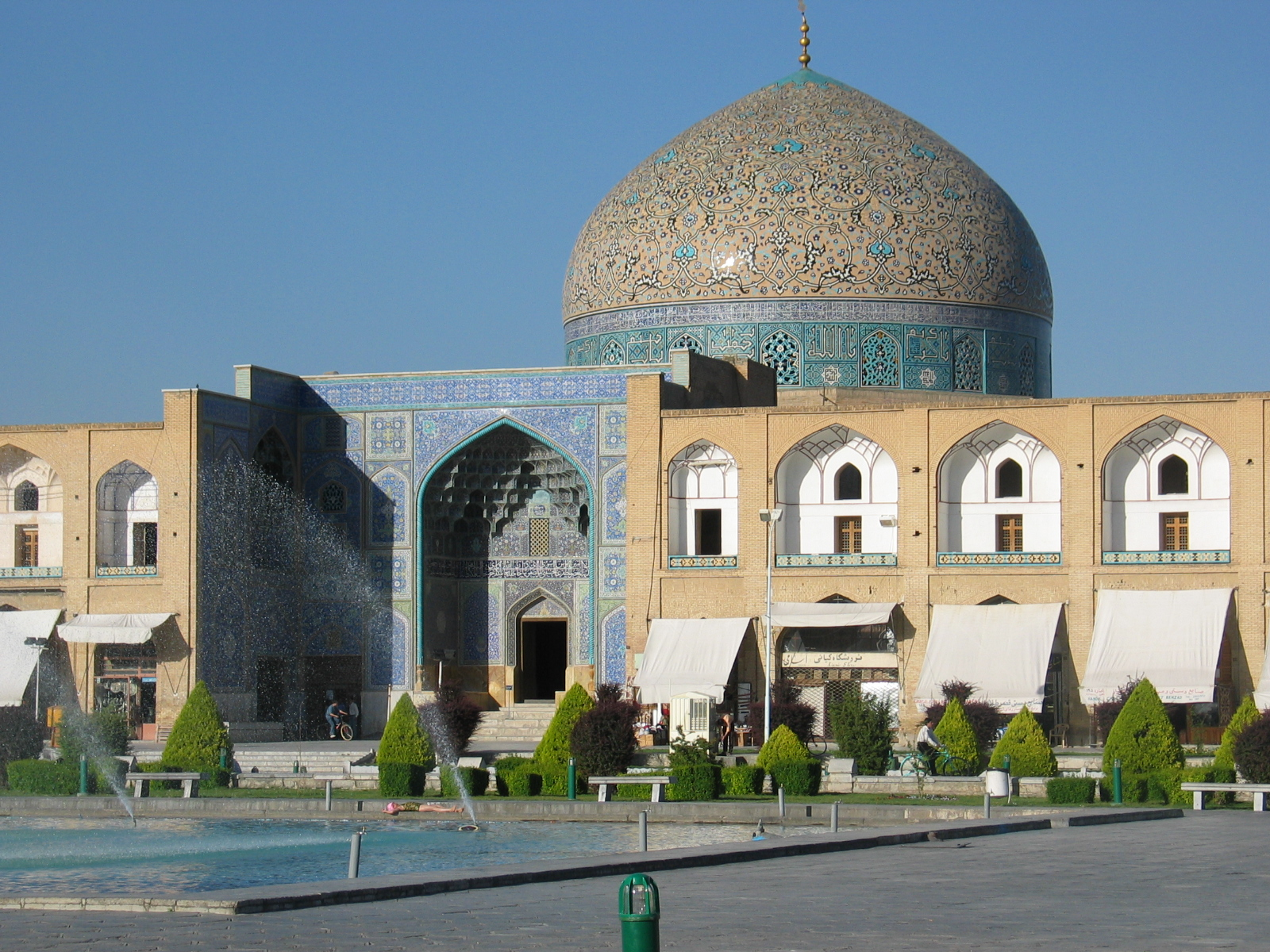
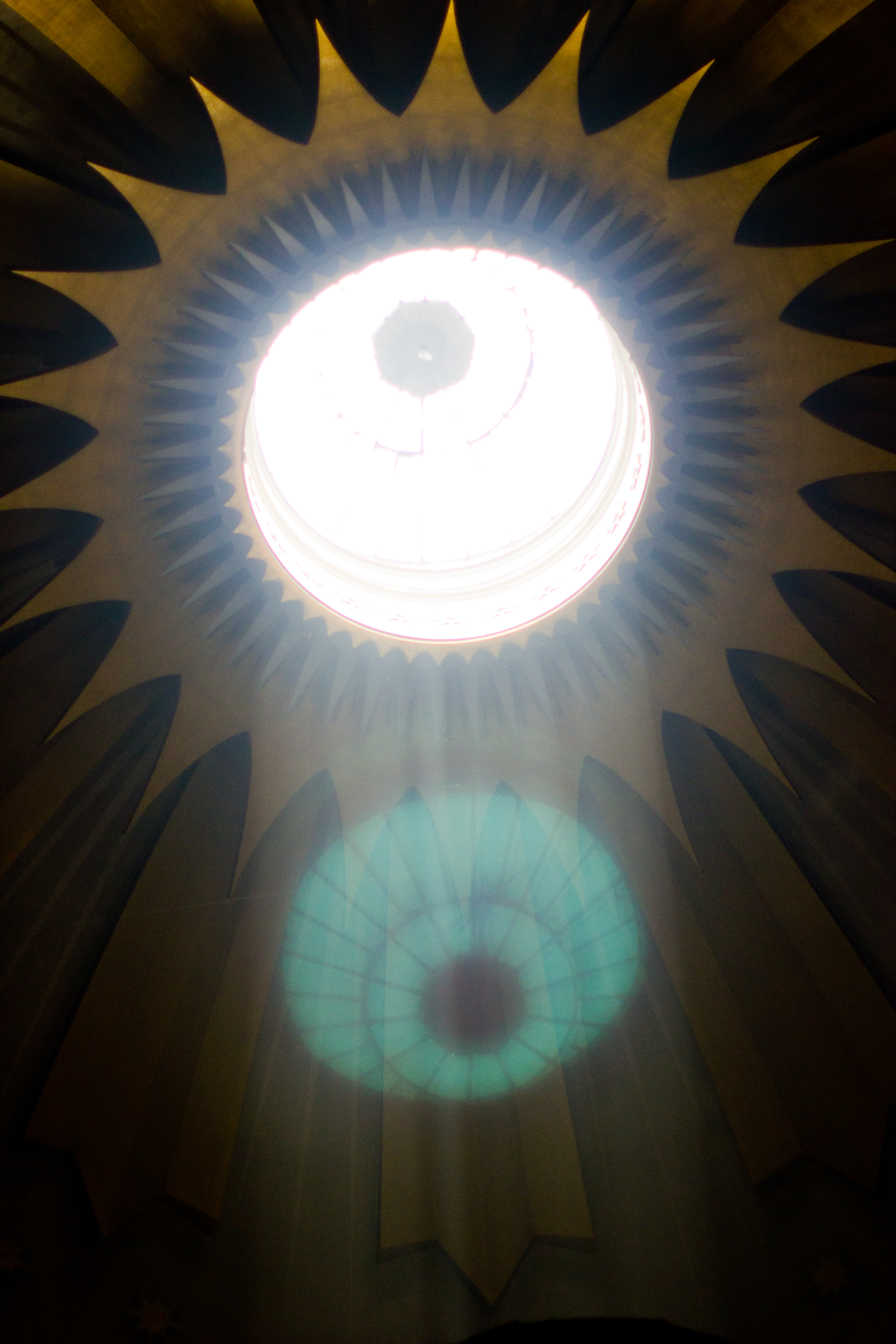
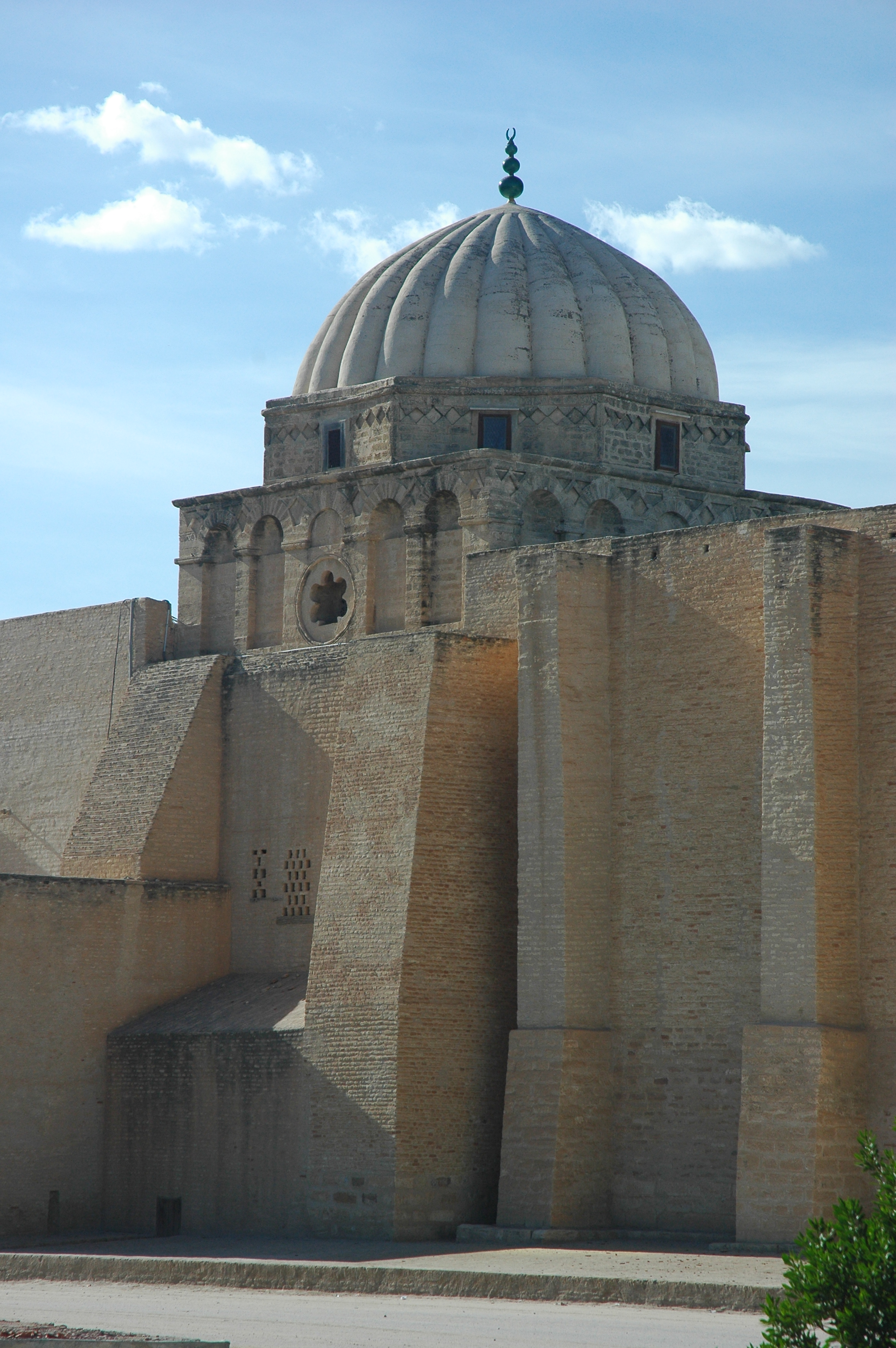
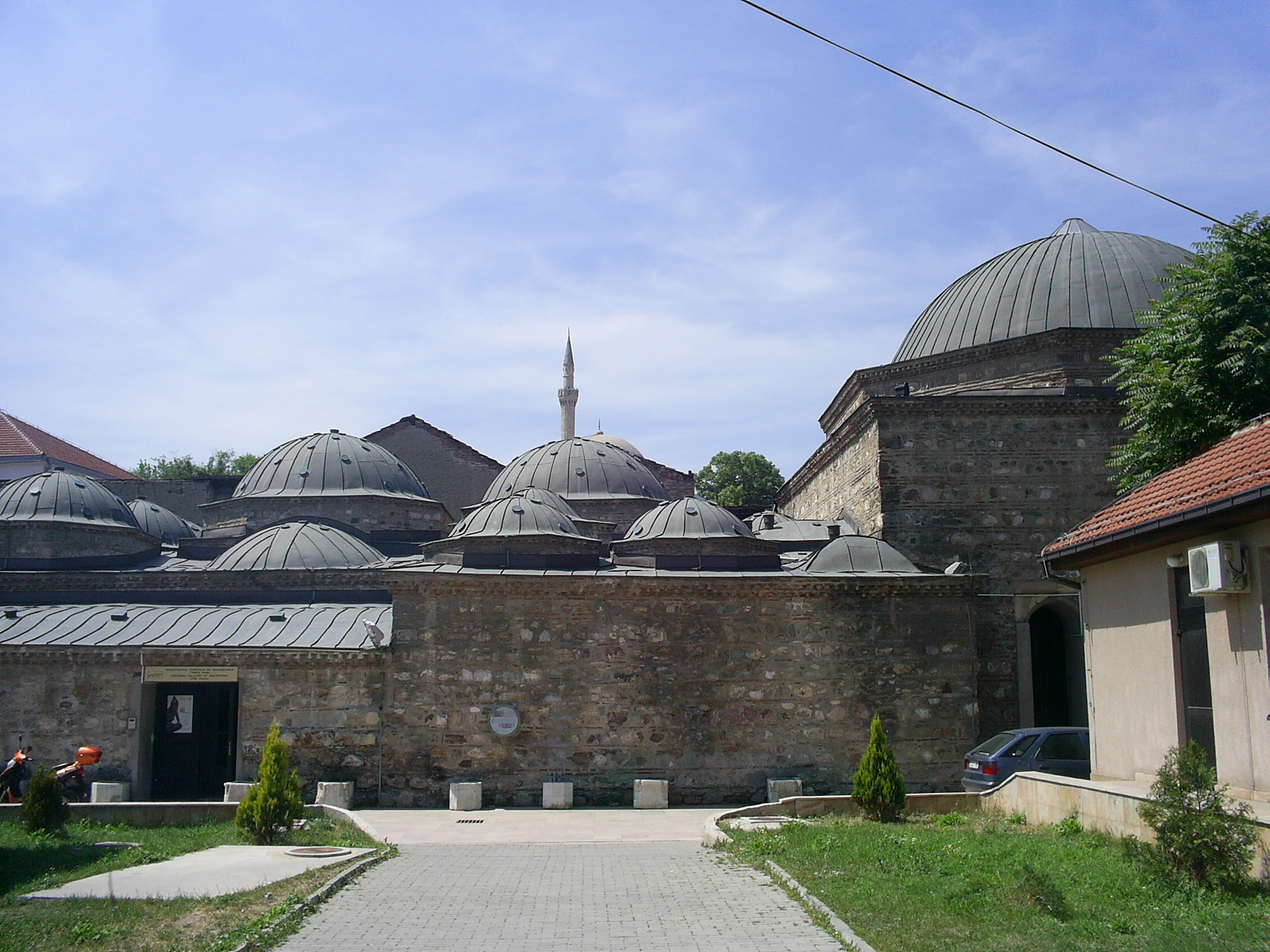
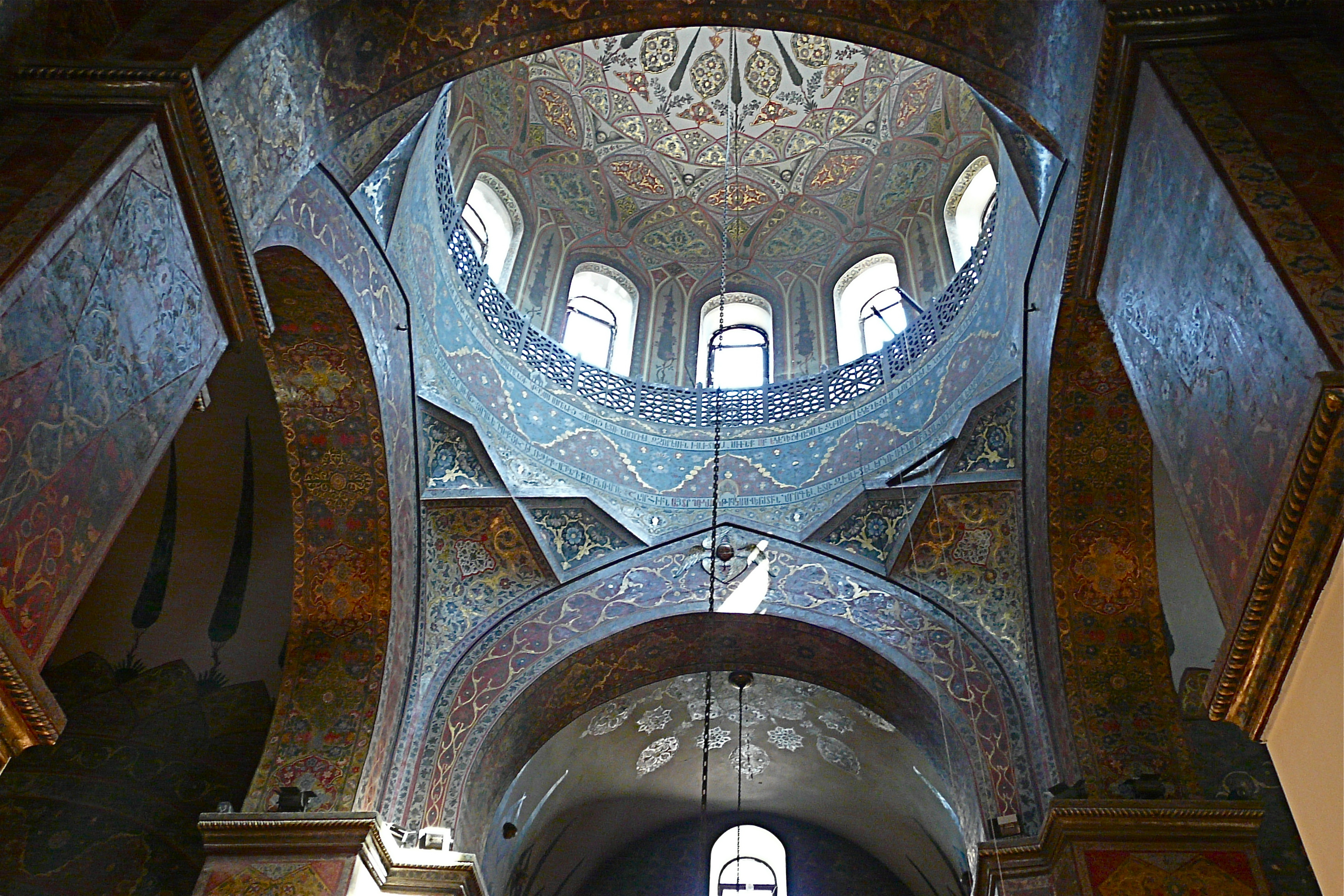
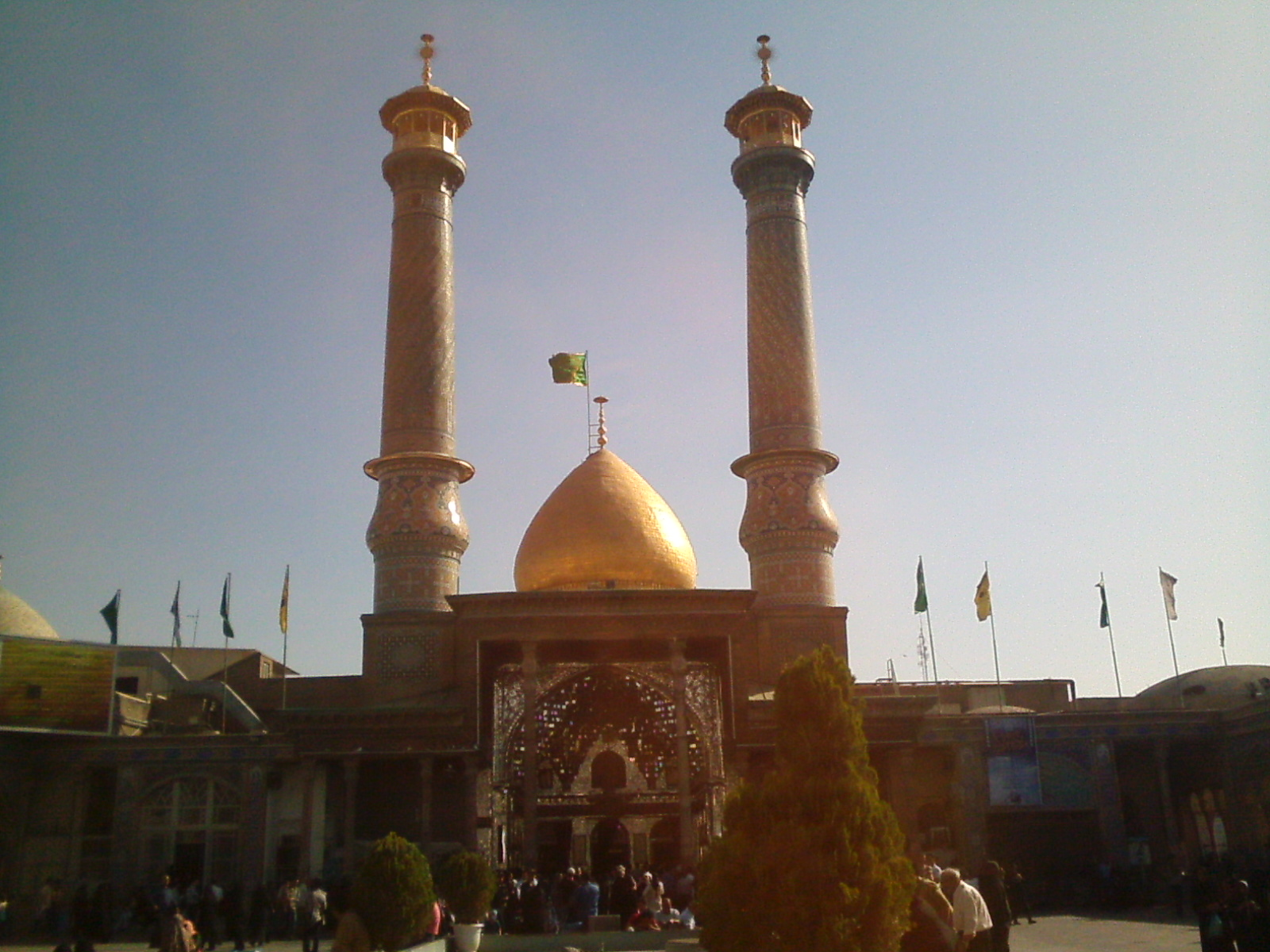
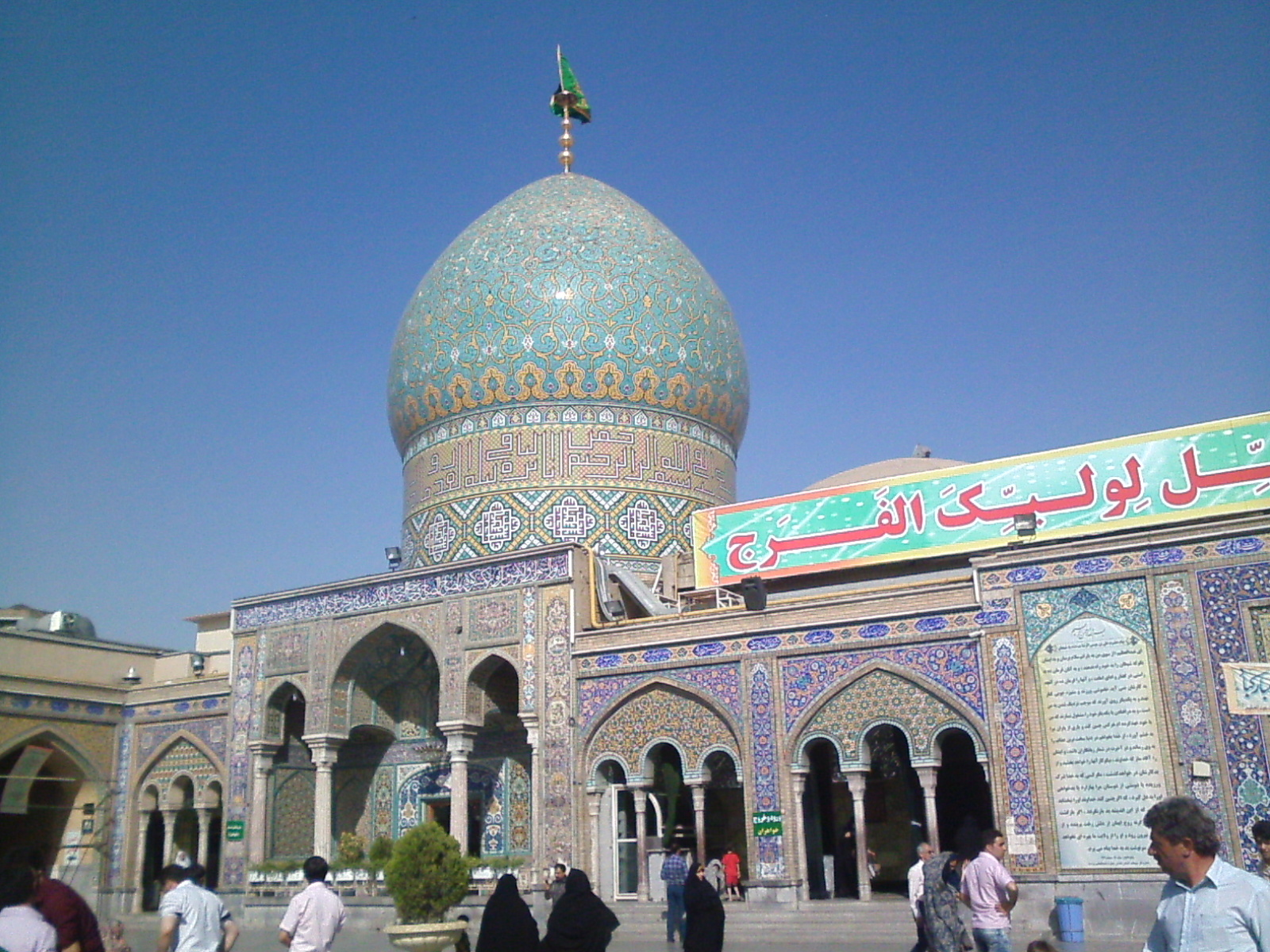
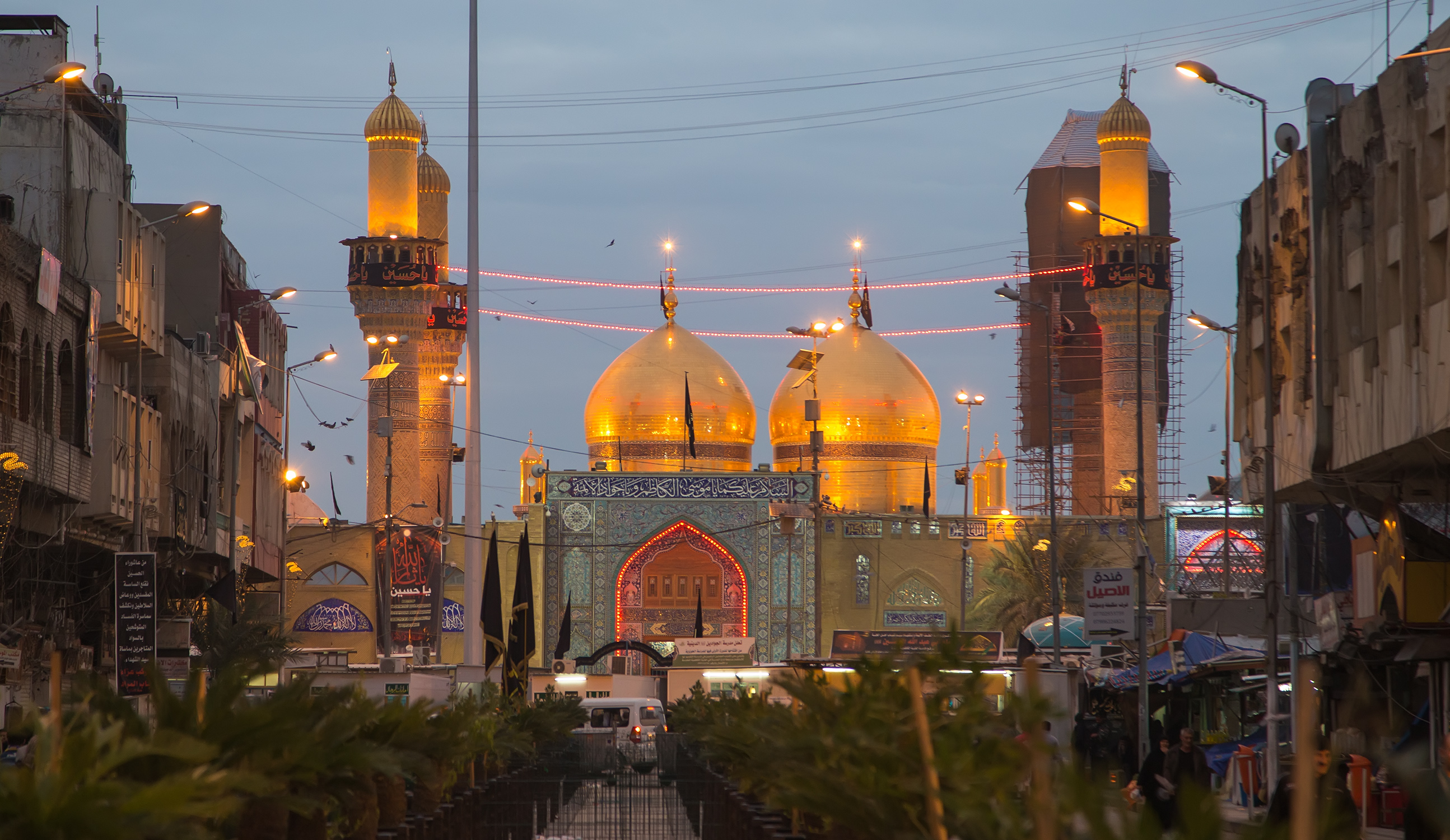